# Tachys luteus
Tachys luteus är en skalbaggsart som beskrevs av Herbert Edward Andrewes 1925. Tachys luteus ingår i släktet Tachys och familjen jordlöpare. Inga underarter finns listade i Catalogue of Life.